# San José Zetina
San José Zetina är en ort i Mexiko.   Den ligger i kommunen Puebla och delstaten Puebla, i den sydöstra delen av landet, 110 km sydost om huvudstaden Mexico City. San José Zetina ligger 2 108 meter över havet och antalet invånare är 555.
Terrängen runt San José Zetina är kuperad åt sydväst, men åt nordost är den platt. Runt San José Zetina är det mycket glesbefolkat, med 4 invånare per kvadratkilometer. Närmaste större samhälle är Puebla de Zaragoza, 14,9 km nordost om San José Zetina. I omgivningarna runt San José Zetina växer huvudsakligen savannskog.